# Ciclo Siemens
O Ciclo Siemens é uma técnica usada na refrigeração ou pela liquificação de gases.. Um gás é comprimido, conduzido pelo aumento da temperatura (pela Lei Gay-Lussac). A compressão do gás refriado pela troca de calor, é este frio, pela descompressão dos gases,  resfriando-o ainda mais (novamente pela lei de Gay-Lussac). Este resultado de um gás (ou gás liquifeito) que está mais frio do que a temperatura original e na mesma pressão.
Carl Wilhelm Siemens patentiou o ciclo Siemens em 1857.